# Gouy-Servins
Pour les articles homonymes, voir Gouy.
Gouy-Servins est une commune française située dans le département du Pas-de-Calais en région Hauts-de-France. Ses habitants sont appelés les Goisais.
Elle fait partie de la communauté d'agglomération de Lens-Liévin (CALL) qui regroupe 36 communes et compte 242 587 habitants en 2021.

## Géographie

### Localisation
Localisée dans l'est du département du Pas-de-Calais, Gouy-Servins est une commune située, à vol d'oiseau, à 13 km à l'est de la commune de Lens (aire d'attraction et chef-lieu d'arrondissement).
Le territoire de la commune est limitrophe de ceux de cinq communes.
Les communes limitrophes sont  Ablain-Saint-Nazaire, Bouvigny-Boyeffles, Carency, Servins et Villers-au-Bois.

### Géologie et relief
La superficie de la commune est de 3,32 km2 ; son altitude varie de 124  à   171 mètres.

### Hydrographie
La commune est située dans le bassin Artois-Picardie. Elle n'est drainée par aucun cours d'eau,.

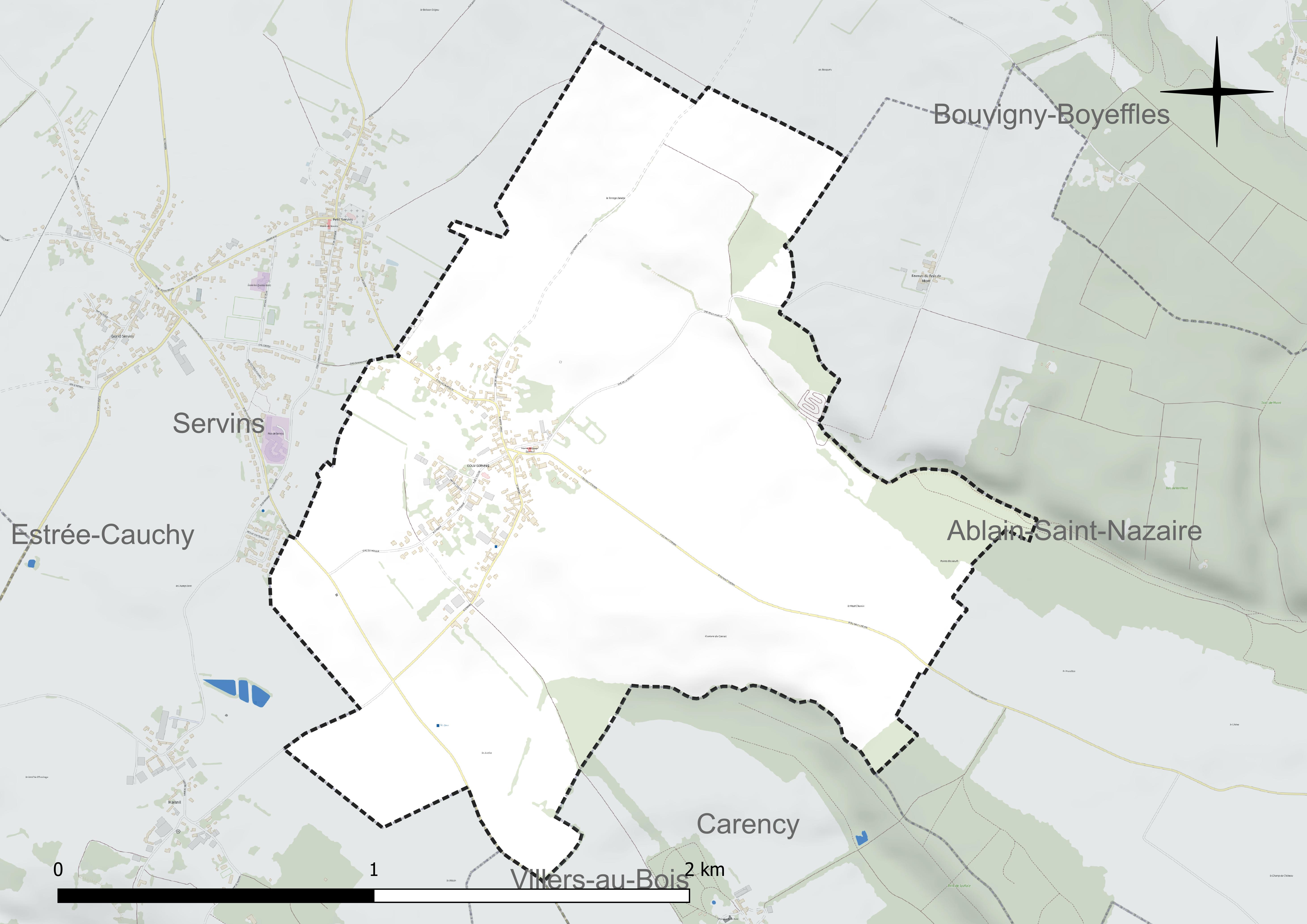
Réseau hydrographique de Gouy-Servins.

### Climat
Pour des articles plus généraux, voir Climat des Hauts-de-France et Climat du Pas-de-Calais.
En 2010, le climat de la commune est de type climat des marges montargnardes, selon une étude du CNRS s'appuyant sur une série de données couvrant la période 1971-2000. En 2020, Météo-France publie une typologie des climats de la France métropolitaine dans laquelle la commune est exposée à un climat océanique et est dans une zone de transition entre les régions climatiques « Nord-est du bassin Parisien » et « Côtes de la Manche orientale ».
Pour la période 1971-2000, la température annuelle moyenne est de 9,8 °C, avec une amplitude thermique annuelle de 14,2 °C. Le cumul annuel moyen de précipitations est de 796 mm, avec 12,9 jours de précipitations en janvier et 9,5 jours en juillet. Pour la période 1991-2020, la température moyenne annuelle observée sur la station météorologique la plus proche, située sur la commune de Lillers à 21 km à vol d'oiseau, est de 11,1 °C et le cumul annuel moyen de précipitations est de 731,5 mm,. Pour l'avenir, les paramètres climatiques de la commune estimés pour 2050 selon différents scénarios d'émission de gaz à effet de serre sont consultables sur un site dédié publié par Météo-France en novembre 2022.

### Milieux naturels et biodiversité

#### Zones naturelles d'intérêt écologique, faunistique et floristique
L'inventaire des zones naturelles d'intérêt écologique, faunistique et floristique (ZNIEFF) a pour objectif de réaliser une couverture des zones les plus intéressantes sur le plan écologique, essentiellement dans la perspective d'améliorer la connaissance du patrimoine naturel national et de fournir aux différents décideurs un outil d'aide à la prise en compte de l'environnement dans l'aménagement du territoire.
Le territoire communal comprend deux ZNIEFF de type 1 : 
- le coteau boisé de Camblain-l'Abbé et de Mont-Saint-Eloi. Cette ZNIEFF est composée de bois plus ou moins pentus. Dans le bois d'Écoivres, une couche géologique du Landénien continental affleure au sommet, avec un sol constitué de sables fins et de blocs de grès, grès qui a été exploité dans le bois d'Écoivres[10] ;
- le coteau d'Ablain-St-Nazaire à Bouvigny-Boyeffles et bois de la Haie. Ce site est composé d'une mosaïque de végétations neutrophiles à calcicoles sur un relief fortement marqué par la présence de vastes coteaux crayeux du Sénonien et du Turonien au nord d'Ablain-St-Nazaire[11].

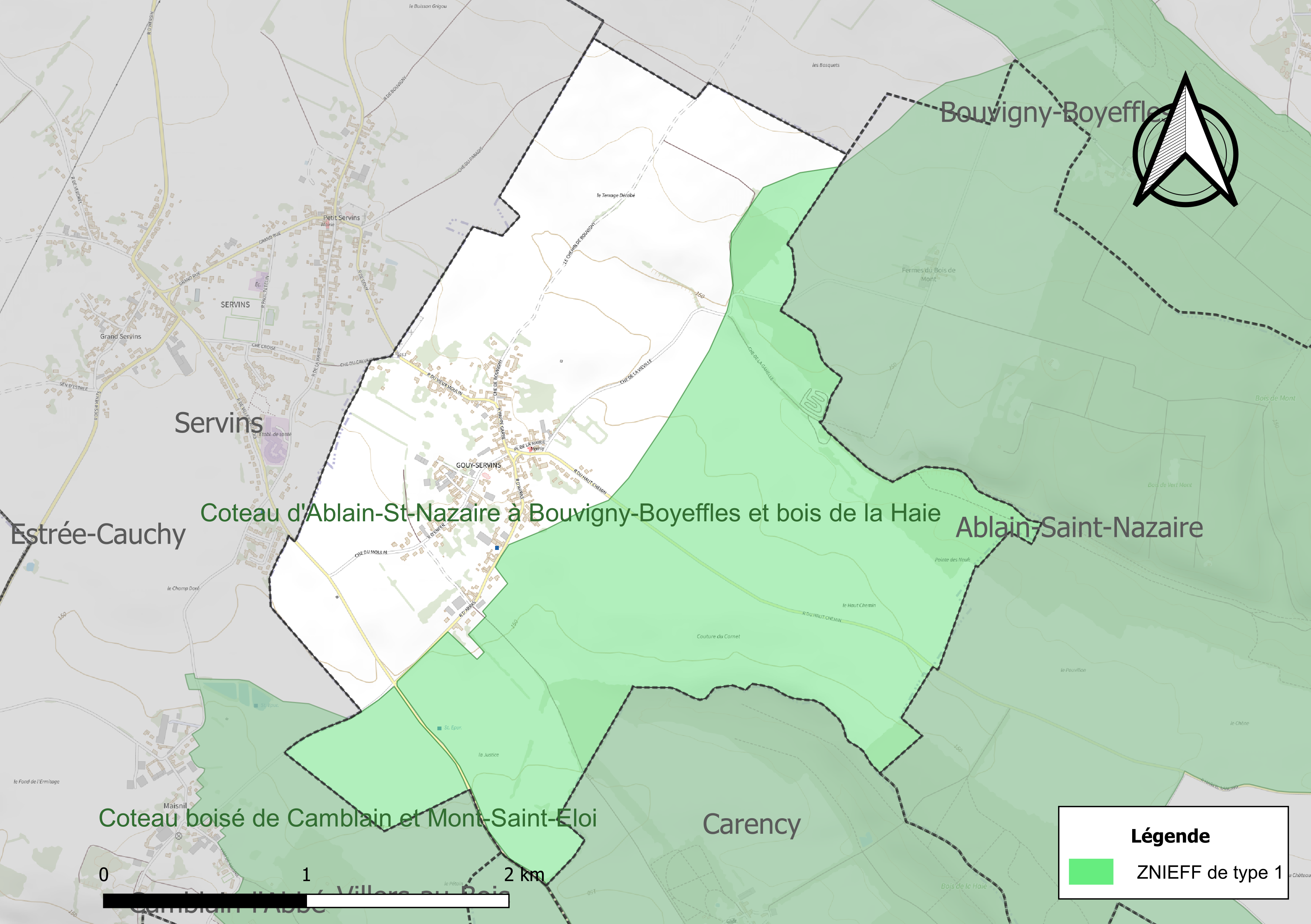
Carte de la ZNIEFF sur la commune.

#### Espèces faunistiques et floristiques
Le site de l'Inventaire national du patrimoine naturel (INPN) recense 222 espèces faunistiques et floristiques sur le territoire de la commune dont 47 protégées et 20 taxons (espèces et sous-espèces) menacées et quasi-menacées.

## Urbanisme

### Typologie
Au 1er janvier 2024, Gouy-Servins est catégorisée bourg rural, selon la nouvelle grille communale de densité à sept niveaux définie par l'Insee en 2022.
Elle est située hors unité urbaine. Par ailleurs la commune fait partie de l'aire d'attraction de Lens - Liévin, dont elle est une commune de la couronne,. Cette aire, qui regroupe 50 communes, est catégorisée dans les aires de 200 000 à moins de 700 000 habitants,.

### Occupation des sols
L'occupation des sols de la commune, telle qu'elle ressort de la base de données européenne d'occupation biophysique des sols Corine Land Cover (CLC), est marquée par l'importance des territoires agricoles (88,2 % en 2018), une proportion sensiblement équivalente à celle de 1990 (89 %). La répartition détaillée en 2018 est la suivante : 
terres arables (79,9 %), prairies (8,3 %), zones urbanisées (7,8 %), forêts (4 %). L'évolution de l'occupation des sols de la commune et de ses infrastructures peut être observée sur les différentes représentations cartographiques du territoire : la carte de Cassini (XVIIIe siècle), la carte d'état-major (1820-1866) et les cartes ou photos aériennes de l'IGN pour la période actuelle (1950 à aujourd'hui).

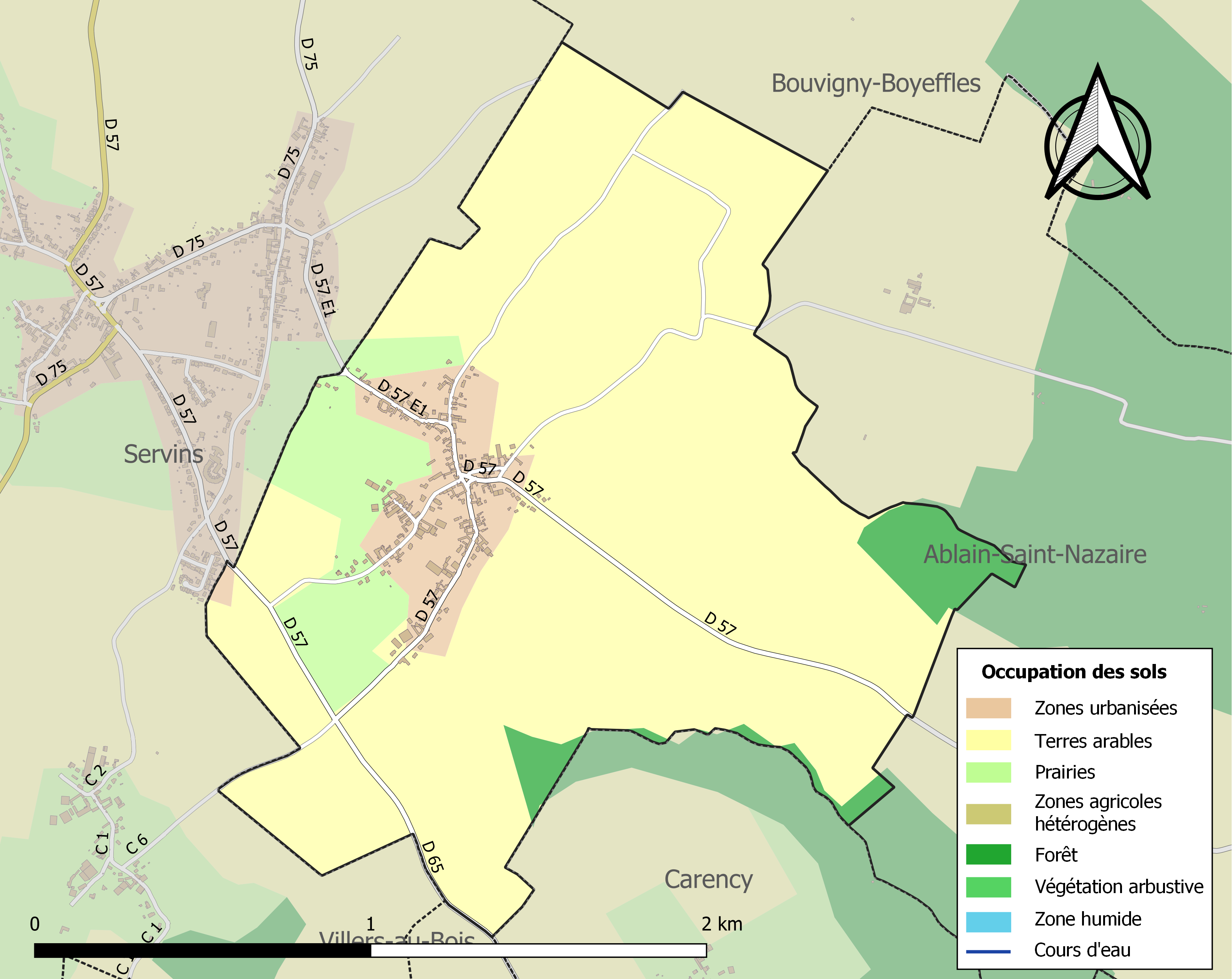
Carte des infrastructures et de l'occupation des sols de la commune en 2018 (CLC).

### Voies de communication et transports

#### Voies de communication
La commune est desservie par les routes départementales D 57 et D 57 E1 et est située à 8 km au sud-ouest de la sortie no 6.2 de l'autoroute A26, aussi appelée autoroute des Anglais, reliant Calais et Troyes et à la même distance de l'autoroute A21.

#### Transport ferroviaire
La commune se trouve à 18 km à l'ouest de la gare de Lens, située sur la ligne d'Arras à Dunkerque-Locale, desservie par des TGV inOui et des trains régionaux du réseau TER Hauts-de-France.

## Toponymie
Gouy est attesté sous les formes Gois en 1104 ; Gohi en 1200 ; Goi en 1222 ; Goii in Gauheria en 1233 ; Goy en 1249 ; Goy en le Gohere en 1261 ; Goy in Goheria en 1257 ; Goy en le Gohiele en 1273 ; Goys in Goeria en 1300 ; Goy-en-le-Gohelle en 1378 ; Gouy-Servain en 1593 ; Gouy-en-Gohelle au XVIIIe siècle; Gouy en Gohelle en 1793 ; Gouy et Gouy-Servins depuis 1801.
Gouy est un type toponymique normanno-picard issu du gallo-roman *GAUDIACU, formé du nom de personne chrétien Gaudius (du latin gaudium, gaudia qui a donné « joie ») et du suffixe marquant la propriété -acum. C'est l'équivalent des formes du français central Jouy, de l'ouest Joué et du sud Gaugeac, Gaujac, etc. Dans le domaine wallo-picard, on trouve également la variante Ghoy.

## Histoire
Le 7 septembre 1579, la ville d'Hénin-Liétard est érigée en comté, avec adjonction de la baillie et fief de Gouy-Servain, au bénéfice d'Oudard de Bournonville, chevalier, baron de Barlin et Houllefort, seigneur de Capres, Divion, Ranchicourt, Tournes, Bandas, du Maisnil, gentilhomme de la bouche du roi (maître d'hôtel du roi), chef d'une bande d'hommes d'armes, gouverneur et capitaine des ville et cité d'Arras, capitaine d'une compagnie de chevau-légers.
Pendant la Première Guerre mondiale, des troupes ont séjourné sur la commune, à différents moments, par exemple en juin 1915, en fonction des besoins et de l'évolution de la situation sur le front de l'Artois.

## Politique et administration

### Découpage territorial
La commune de Gouy-Servins se situe dans le département du Pas-de-Calais et fait partie de la région Hauts-de-France. Elle se trouve dans l'arrondissement de Lens, depuis 1962, auparavant, depuis 1801, elle se trouvait dans l'arrondissement de Béthune.

#### Commune et intercommunalités
La commune est membre de la communauté d'agglomération de Lens-Liévin, qui rassemble 36 communes, pour une population totale 242 587 habitants en 2021.

#### Circonscriptions administratives
La commune fait partie du canton de Bully-les-Mines. Avant le redécoupage cantonal de 2014, elle était, depuis 1991, rattachée au canton de Sains-en-Gohelle.

#### Circonscriptions électorales
Pour l'élection des députés, la commune fait partie de la dixième circonscription du Pas-de-Calais.

### Élections municipales et communautaires

#### Liste des maires
| Période                                  | Période                    | Identité       | Étiquette | Qualité |
| ---------------------------------------- | -------------------------- | -------------- | --------- | --- |
| Les données manquantes sont à compléter. |                            |                |           | |
| février 1989                             | 1995                       | Élie Coin      |           | |
| juin 1995                                | En cours (au 12 mars 2022) | Alain Lherbier |           | Cadre retraité de la Française de mécanique à Douvrin Réélu pour le mandat 2014-2020, Réélu pour le mandat 2020-2026, |

## Équipements et services publics

### Enseignement
La commune est située dans l'académie de Lille et dépend, pour les vacances scolaires, de la zone B.

### Justice, sécurité, secours et défense
La commune dépend du tribunal de proximité de Lens, du conseil de prud'hommes de Lens, du tribunal judiciaire de Béthune, de la cour d'appel de Douai, du tribunal de commerce d'Arras, du tribunal administratif de Lille, de la cour administrative d'appel de Douai, du pôle nationalité du tribunal judiciaire de Béthune et du tribunal pour enfants de Béthune.

## Population et société

### Démographie
Les habitants de la commune sont appelés les Goisais.

#### Évolution démographique
L'évolution du nombre d'habitants est connue à travers les recensements de la population effectués dans la commune depuis 1793. Pour les communes de moins de 10 000 habitants, une enquête de recensement portant sur toute la population est réalisée tous les cinq ans, les populations de référence des années intermédiaires étant quant à elles estimées par interpolation ou extrapolation. Pour la commune, le premier recensement exhaustif entrant dans le cadre du nouveau dispositif a été réalisé en 2008.

En 2022, la commune comptait 357 habitants, en évolution de +3,78 % par rapport à 2016 (Pas-de-Calais : −0,72 %, France hors Mayotte : +2,11 %).
| 1793 | 1800 | 1806 | 1821 | 1831 | 1836 | 1841 | 1846 | 1851 |
| ---- | ---- | ---- | ---- | ---- | ---- | ---- | ---- | ---- |
| 394  | 340  | 386  | 414  | 384  | 367  | 364  | 378  | 376  |

| 1856 | 1861 | 1866 | 1872 | 1876 | 1881 | 1886 | 1891 | 1896 |
| ---- | ---- | ---- | ---- | ---- | ---- | ---- | ---- | ---- |
| 355  | 357  | 347  | 356  | 364  | 356  | 352  | 339  | 336  |

| 1901 | 1906 | 1911 | 1921 | 1926 | 1931 | 1936 | 1946 | 1954 |
| ---- | ---- | ---- | ---- | ---- | ---- | ---- | ---- | ---- |
| 357  | 348  | 342  | 385  | 355  | 359  | 328  | 267  | 257  |

| 1962 | 1968 | 1975 | 1982 | 1990 | 1999 | 2006 | 2008 | 2013 |
| ---- | ---- | ---- | ---- | ---- | ---- | ---- | ---- | ---- |
| 266  | 239  | 217  | 242  | 288  | 297  | 309  | 313  | 345  |

| 2018 | 2022 | - | - | - | - | - | - | - |
| ---- | ---- | - | - | - | - | - | - | - |
| 344  | 357  | - | - | - | - | - | - | - |

#### Pyramide des âges
En 2018, le taux de personnes d'un âge inférieur à 30 ans s'élève à 34,6 %, soit en dessous de la moyenne départementale (36,7 %). De même, le taux de personnes d'âge supérieur à 60 ans est de 22,1 % la même année, alors qu'il est de 24,9 % au niveau départemental.
En 2018, la commune comptait 176 hommes pour 168 femmes, soit un taux de 51,16 % d'hommes, largement supérieur au taux départemental (48,50 %).
Les pyramides des âges de la commune et du département s'établissent comme suit.
| Hommes | Classe d’âge | Femmes |
| ------ | ------------ | ------ |
| 1,1    | 90 ou +      | 1,8    |
| 1,7    | 75-89 ans    | 5,4    |
| 17,0   | 60-74 ans    | 17,3   |
| 22,2   | 45-59 ans    | 23,8   |
| 22,7   | 30-44 ans    | 17,9   |
| 11,9   | 15-29 ans    | 12,5   |
| 23,3   | 0-14 ans     | 21,4   |

| Hommes | Classe d’âge | Femmes |
| ------ | ------------ | ------ |
| 0,5    | 90 ou +      | 1,6    |
| 5,6    | 75-89 ans    | 8,9    |
| 16,7   | 60-74 ans    | 18,1   |
| 20,2   | 45-59 ans    | 19,2   |
| 18,9   | 30-44 ans    | 18,1   |
| 18,2   | 15-29 ans    | 16,2   |
| 19,9   | 0-14 ans     | 17,9   |

## Économie

### Entreprises et commerces
Une entreprise, spécialisée dans la conception et la fabrication de pièces en matériaux composites hautes performances, est installée dans la commune depuis 1999. Elle emploie 3 personnes en 2019septembre 2023[réf. nécessaire].

## Culture locale et patrimoine

### Lieux et monuments
- L'église Saint-Roch datant du XVIe siècle[37]. Elle héberge neuf éléments patrimoniaux, répertoriés dans la base Palissy, inscrits au titre d'objet des monuments historiques[38].
- Le monument aux morts[39].

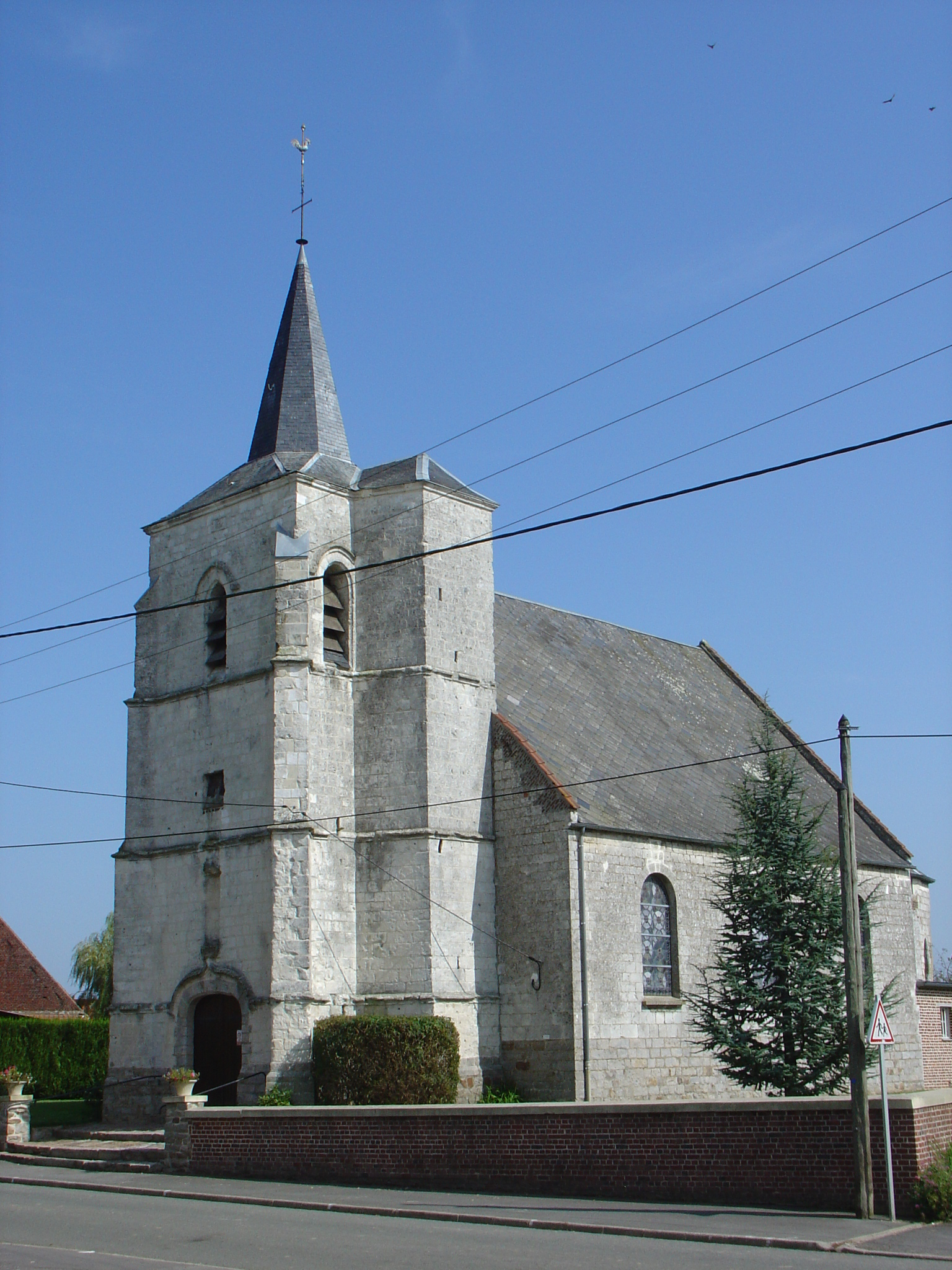
L'église.
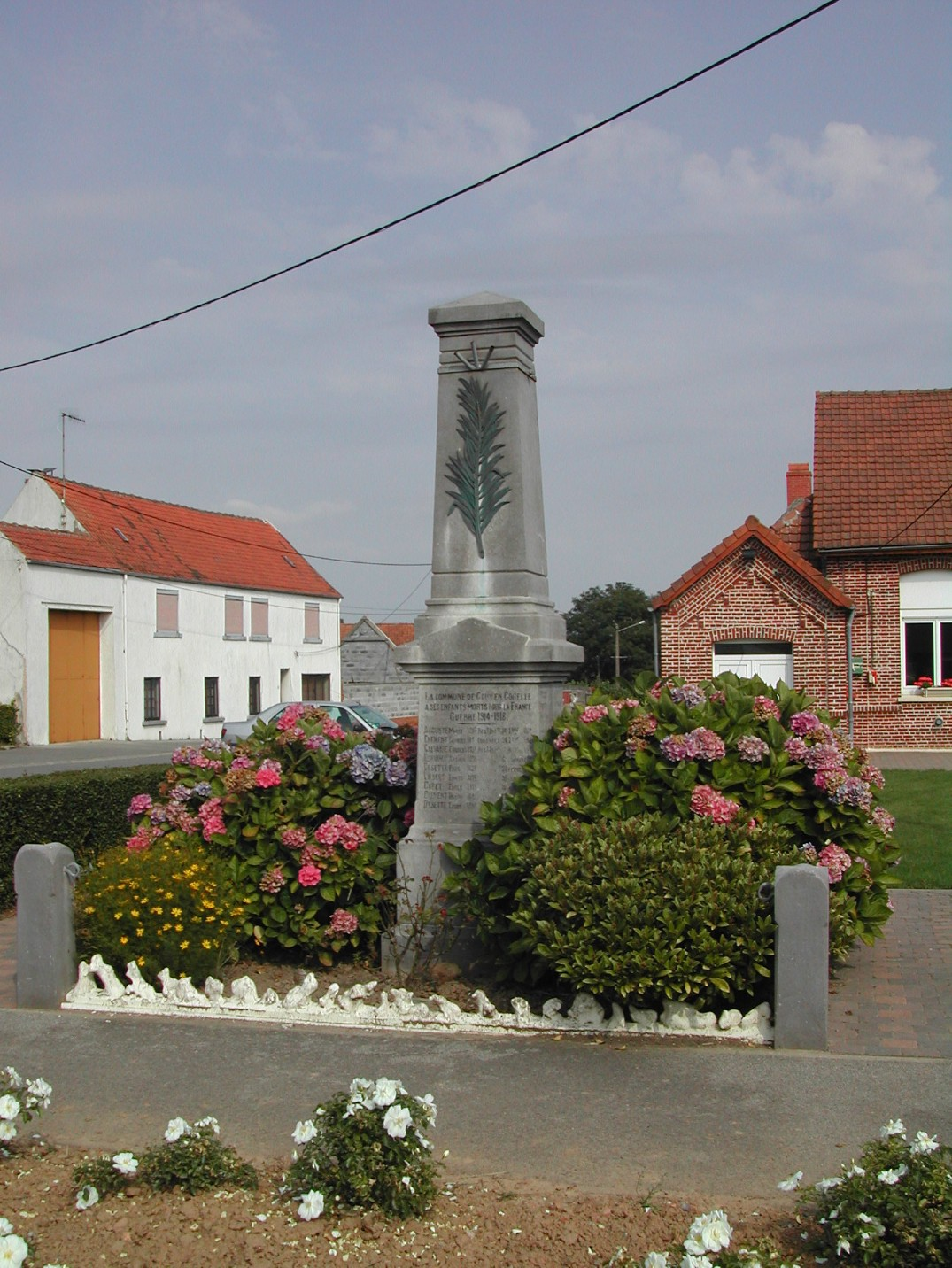
Le monument aux morts.

### Héraldique
| Blason de Gouy-Servins | Blason  | Fascé d'or et d'azur de huit pièces; au franc-canton d'azur chargé d'un croissant d'or. |
| Blason de Gouy-Servins | Détails | Le statut officiel du blason reste à déterminer.                                        |

## Pour approfondir